# Hermann von Beckerath
Hermann von Beckerath (né le 13 décembre 1801 à Krefeld et mort le 12 mai 1870 au même endroit) est un banquier et homme politique libéral prussien. Durant la révolution de mars, il est ministre des finances du pouvoir central provisoire, le gouvernement national allemand en 1848.

## Famille et carrière professionnelle
Beckerath est issu d'une famille de tisseurs de confession mennonite résidant à Krefeld depuis le XVIIe siècle. Son père, Peter, est d'abord tisseur puis huissier de justice. En 1815, Hermann von Beckerath commence une formation de banquier à la banque Bankhaus Gebrüder Molenaar, qui a été fondée trois ans auparavant. Il en devient directeur en 1823 et associé en 1828. Le 16 décembre 1835, il épouse Charlotte Heilmann. Ensemble, ils ont deux enfants. En 1838, il fonde sa propre banque, la von Beckerath-Heilmann, à Krefeld.

## Carrière politique

### Vormärz

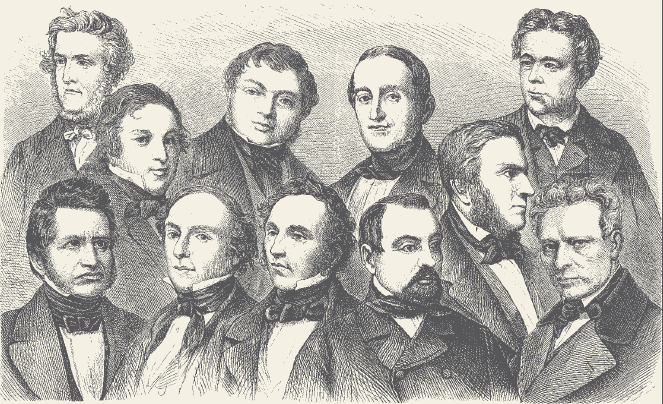
Députés du parlement uni prussien, de l'assemblée nationale prussienne et du parlement de Francfort

En 1836, Beckerath devient membre du conseil secret de Krefeld. Il devient rapidement un des meneurs des libéraux de la région rhénane en cette période du Vormärz. En 1844, il entre à la chambre de commerce de Krefeld avant d'en devenir président en 1846. Il fait partie du parlement provincial rhénan de 1843 à 1847 en tant que représentant du tiers état. Il s'exprime notamment sur les questions liées au commerce, aux douanes, à l'émancipation des juifs ainsi qu'au droit rhénan. Il devient célèbre dans l'opinion publique en 1847 en soutenant Ludolf Camphausen au parlement provincial, quand celui-ci demande la mise en place d'une constitution en Prusse. Il écrit à son frère la même année : « Peu importe comment les choses tournent, je ne soutient pas l'absolutisme. En tant que sujet d'un monarque absolu, j'obéis aussi longtemps que ma conscience me le permet, mais en tant que député du peuple je trahirais les intérêts que je représente ainsi que mes propres convictions, si je me taisais alors que les droits fondamentaux, garant de l'avenir de la patrie, n'étaient pas reconnus,. »
En 1847 et en 1848, il fait partie du parlement uni prussien. Il y soutient de nouveau Camphausen dans sa tentative de trouver un compromis entre l'assemblée et le gouvernement.

### Révolution de mars

#### Début de la révolution

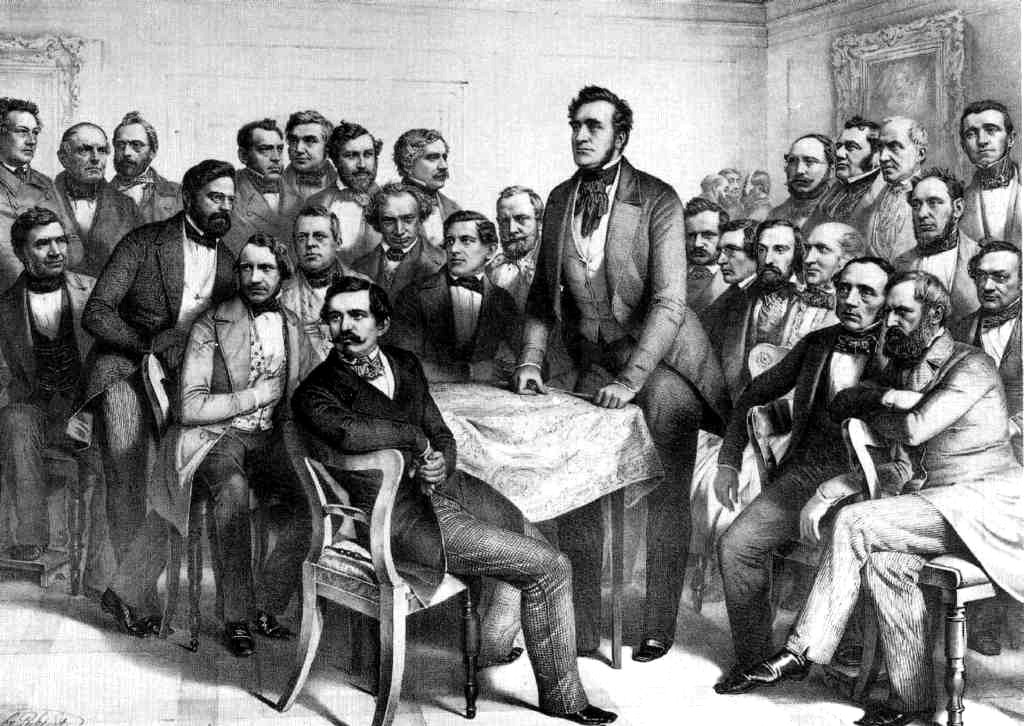
Le groupe parlementaire Casino

Le 2 et 3 mars, les meneurs libéraux dans la région rhénane comme Gustav Mevissen, David Hansemann ou August von der Heydt se rassemblent à Cologne pour discuter de la suite des événements. Ils décident de tenter de modérer les revendications de leurs confrères du sud de l'Allemagne et de participer à l'assemblée d'Heidelberg. Quand la révolution atteint Krefeld, le 5 mars 1848, une assemblée des citoyens est formée. Beckerath en est élu président. Les meneurs libéraux se réunissent une nouvelle fois le 11 mars à Bonn. La ligne modérée de Beckerath et Camphausen s'impose face à celle plus radicale de Mevissen et Hansemann. À la suite de cette rencontre, une pétition rédigée par Beckerath est envoyée au roi Frédéric-Guillaume IV.
Beckerath et Camphausen sont en faveur d'un suffrage censitaire, toutefois les élections du Parlement de Francfort ont lieu au suffrage universel masculin. Cela a pour conséquence que dans la région rhénane, ce sont avant tout des députés catholiques qui sont élus au détriment des hommes politiques libéraux actifs durant le Vormärz. Beckerath, qui s'est montré complaisant avec les catholiques en matière de religion, obtient néanmoins un siège. Il est élu dans la circonscription de Krefeld. Il occupe son mandat du 18 mai 1848 au 4 mai 1849. Il fait partie du groupe parlementaire fraction Casino, classé de centre droit, et défend une monarchie constitutionnelle.
Il est membre du comité constitutionnel et envoyé du parlement à Berlin. Orateur doué, il participe à la formulation du catalogue de droits fondamentaux préparé par le parlement. L'intégration du mariage civil dans ce texte est à mettre à son actif.

#### Ministre des finances

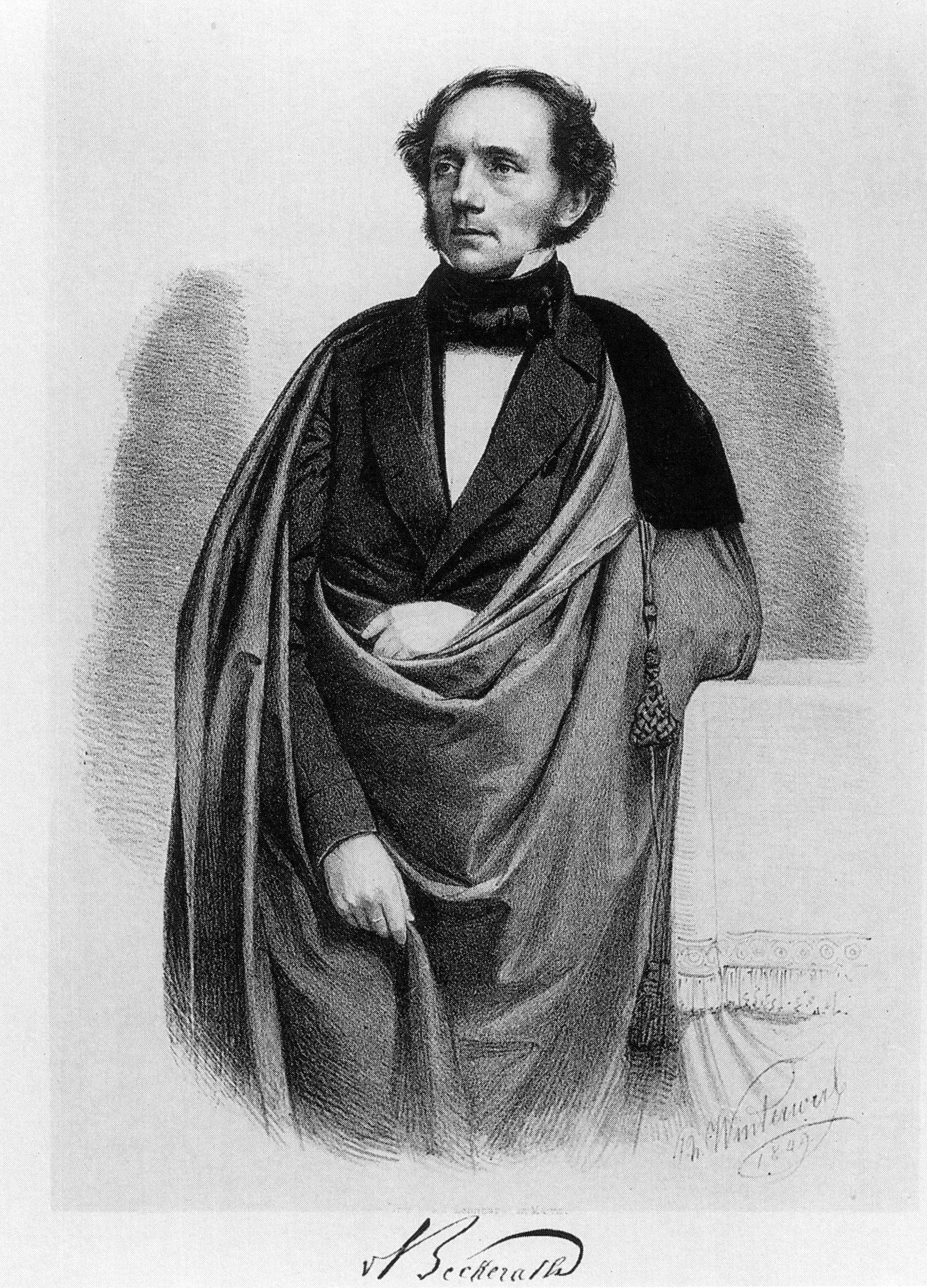
Beckerath en 1848

En juillet 1848, il est pressenti pour occuper un poste de ministre dans le pouvoir central provisoire qui se forme. Il refuse et s'occupe de représenter le parlement auprès du gouvernement prussien. Il doit cependant céder aux demandes répétées et devient ministre des finances le 9 août dans le cabinet dirigé par Charles de Linange. Il change d'avis principalement afin de renforcer la présence prussienne au sein du ministère, voulant ainsi démontrer que la Prusse ne tourne pas le dos à la révolution.
Même ministre, ses fonctions de députés restent au centre de ses préoccupations. En effet, le pouvoir central provisoire n'ayant aucune recette fixe, son champ d'action en tant que ministre des finances est limité. Quand l'armistice de Malmö est signé de manière unilatérale par la Prusse et l'Autriche, Beckerath et l'ensemble du gouvernement démissionnent. On le cite pour mener un nouveau gouvernement national. Il présente son programme politique au roi de Prusse, mais ne parvient pas à le convaincre. C'est finalement Anton von Schmerling qui est désigné pour former un nouveau cabinet. Beckerath conserve son poste de ministre des finances, tout comme lorsque plus tard Heinrich von Gagern devient le chef du gouvernement.
Les émeutes du 18 septembre à Francfort-sur-le-Main, le convainquent d'une ligne politique plus à droite est nécessaire. Il est même favorable un temps à une lutte armée contre les démocrates.
Il signe en tant que ministre la constitution de Francfort. Lorsque la délégation de députés part proposer la couronne impériale au roi de Prusse, il reste à Francfort afin de représenter l'exécutif dans la ville. On craint en effet que le gouvernement ne se fasse renverser si l'ensemble des ministres sont absents. Après l'annonce du refus du roi de Prusse, Beckerath se rend à Berlin afin de faire changer d'avis le souverain, en vain. L'échec de la mise en place de la solution petite-allemande étant devenu certain, il décide de démissionner de ses fonctions de ministre et de député le 4 mai. Il explique à son père : « Au vu de la situation actuelle, il est inévitable de prendre une décision claire quant à l'attitude à suivre. Veut-on rester dans la légalité, qui dans ce cas ne peut être que passive, ou suivre la voie de la révolution. Tel que vous me connaissez, vous devez deviner sans difficulté quelle est ma décision,. »

## Après la révolution

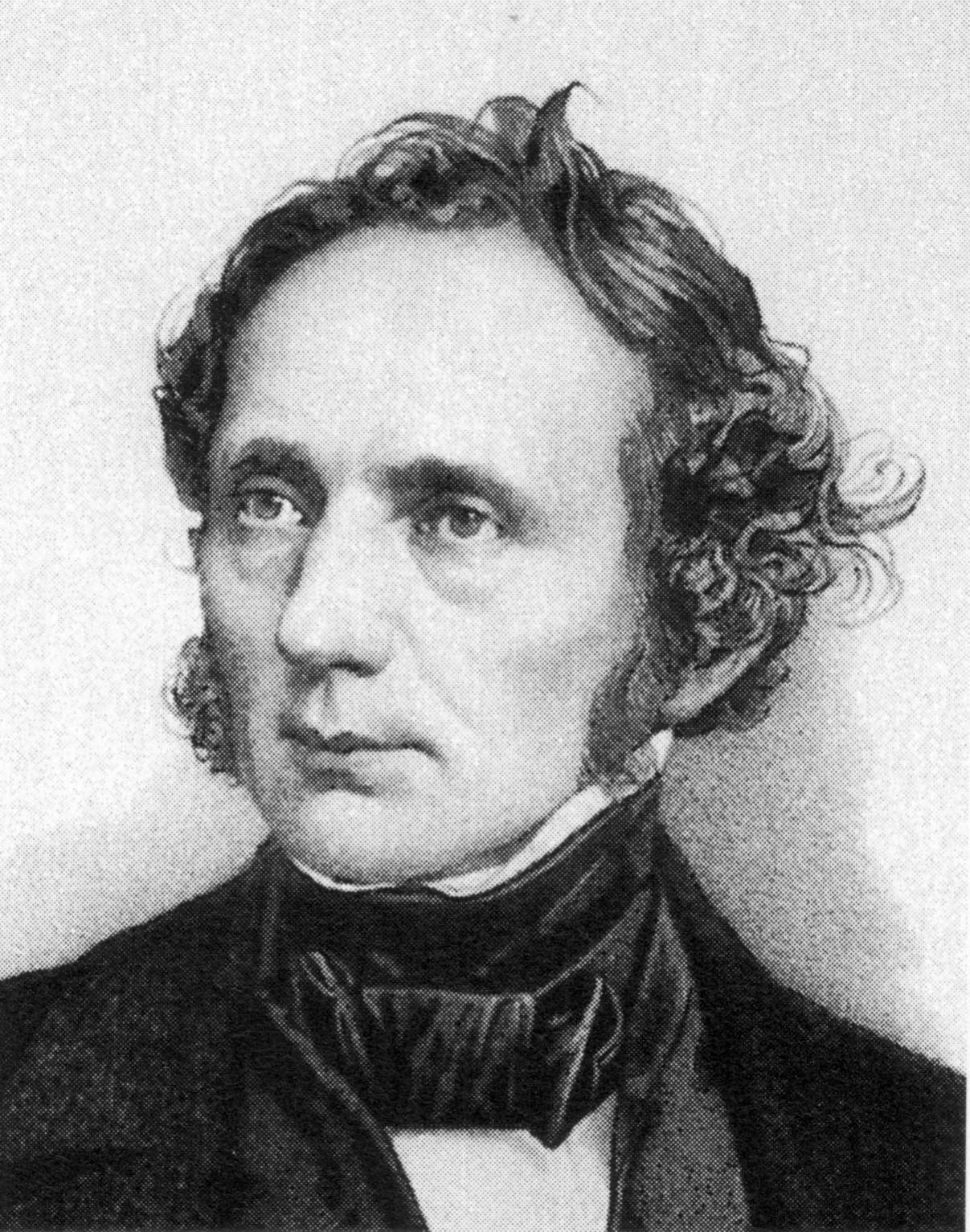
Beckerath en 1850

Après la dissolution du parlement de Francfort, Beckerath siège au parlement de Gotha en 1849, puis est membre de l'Union d'Erfurt. À partir de 1849, il obtient un mandat à la chambre des représentants de Prusse. Avec Rudolf von Auerswald, il participe aux négociations pour réviser la Constitution prussienne de 1848 qui visent à la rendre plus libérale. Ces tractations sont cependant un échec. S'il ne démissionne pas et occupe son mandat jusqu'à 1852, il devient toutefois discret. La direction de sa banque devient le centre de ses préoccupations. Il est de nouveau élu député en 1858, mais doit quitter rapidement son poste pour des raisons de santé.
En 1862, il redevient président de la chambre de commerce de Krefeld. La même année, le débat entre partisans du libre-échange et ceux du protectionnisme bat son plein lors d'une réunion de la fédération du commerce allemande.. Le clivage est non seulement économique, mais également politique. Ceux en faveur du protectionnisme, comme David Hansemann, veulent laisser la porte ouverte à une entrée de l'Autriche dans le Zollverein. Ce sont cependant, les partisans du libre-échange et de la solution petite-allemande, dont fait partie Beckerath, qui imposent leurs vues. Hansemann doit quitter son poste de président au profit de Beckerath. Il quitte ce poste un an plus tard.

### Citations originales
1. ↑  « Wie sich die Sache auch wenden möge, den Absolutismus unterschreibe ich nicht; ich werde als Untertan auch einem absoluten Monarchen, so weit mein Gewissen es zulässt, Gehorsam leisten, aber als Vertreter des Volkes würd' ich die mir anvertrauten Interessen und meine eigene Überzeugung verraten, wenn ich schwiege, wo klar in den Gesetzen begründete Volksrechte, die das Vaterland als eine Bürgschaft seiner Zukunft betrachtet, als nicht bestehend anerkannt werden. »
2. ↑  « Es war bei der jetzigen Lage der Dinge unvermeidlich, einen festen Entschluss über das inne zu haltende Verfahren zu fassen und sich darüber zu entscheiden, ob man in der bisherigen gesetzmäßigen Haltung, die dann freilich nur eine passive, zuwartende hätte sein können, verharren oder die Bahn der Revolution beschreiten wolle. Wie Sie mich kennen, werden Sie über meinen Entschluss nicht zweifelhaft sein. »